# Uglas
Uglas est une commune française située dans l'est du département des Hautes-Pyrénées, en région Occitanie.
Sur le plan historique et culturel, la commune est dans la région gasconne de Magnoac, située sur le plateau de Lannemezan, qui reprend une partie de l’ancien Nébouzan, qui possédait plusieurs enclaves au cœur de la province de Comminges et a évolué dans ses frontières jusqu’à plus ou moins disparaitre. Exposée à un climat de montagne, elle est drainée par le Gers et par divers autres petits cours d'eau. La commune possède un patrimoine naturel remarquable composé d'une zone naturelle d'intérêt écologique, faunistique et floristique.
Uglas est une commune rurale qui compte 274 habitants en 2022. Elle fait partie de l'aire d'attraction de Lannemezan..
Ses habitants sont appelés les Uglasois.

## Géographie

### Localisation
La commune d'Uglas se trouve dans le département des Hautes-Pyrénées, en région Occitanie.
Elle se situe à 31 km à vol d'oiseau de Tarbes, préfecture du département, à 25 km de Bagnères-de-Bigorre, sous-préfecture, et à 4 km de Lannemezan, bureau centralisateur du canton de la Vallée de la Barousse dont dépend la commune depuis 2015 pour les élections départementales.
La commune fait en outre partie du bassin de vie de Lannemezan.
Les communes les plus proches sont : 
Réjaumont (2,4 km), Clarens (2,9 km), Pinas (2,9 km), Cantaous (4,4 km), Lannemezan (4,4 km), Campistrous (4,7 km), Villeneuve-Lécussan (5,4 km), Tajan (5,7 km).
Sur le plan historique et culturel, Uglas fait partie de la région gasconne de Magnoac, située sur le plateau de Lannemezan, qui reprend une partie de l’ancien Nébouzan, qui possédait plusieurs enclaves au cœur de la province de Comminges et a évolué dans ses frontières jusqu’à plus ou moins disparaitre.
La commune est limitrophe du département de la Haute-Garonne.

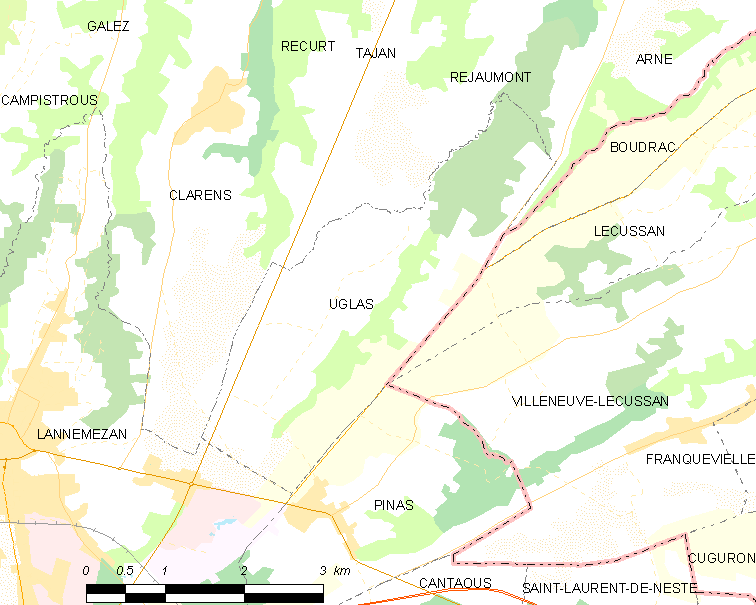
Carte de la commune de Uglas et des proches communes.

|         | Réjaumont  | Arné, Boudrac (Haute-Garonne) |
| Clarens | Uglas      | Lécussan (Haute-Garonne)      |
|         | Lannemezan | Pinas                         |

### Hydrographie
Le canal de la Gimone forme une partie de la limite est avec les communes d'Arné au nord et Pinas au sud.
 
Le Ruisseau du Gers traverse la commune du sud au nord au centre du village et forme une partie de la limite nord-ouest avec la commune de Réjaumont.

Le Ruisseau de la Broucau, affluent de rive gauche du Gers, forme une partie de la limite ouest avec la commune de Réjaumont.

Le Ruisseau de Baler, affluent de rive droite du Gers, prend sa source sur la commune et la traverse.

### Climat
Le climat est tempéré de type océanique, en raison de l'influence proche de l'océan Atlantique situé à peu près 150 km plus à l'ouest. La proximité des Pyrénées fait que la commune profite d'un effet de foehn, il peut aussi y neiger en hiver, même si cela reste inhabituel.
| Mois                              | jan.  | fév.  | mars  | avril | mai   | juin  | jui.  | août  | sep.  | oct.  | nov.  | déc.  | année   |
| --------------------------------- | ----- | ----- | ----- | ----- | ----- | ----- | ----- | ----- | ----- | ----- | ----- | ----- | ------- |
| Température minimale moyenne (°C) | 1     | 2     | 4     | 6     | 9     | 13    | 15    | 15    | 12    | 9     | 4     | 2     | 7,7     |
| Température moyenne (°C)          | 5,2   | 5,6   | 8,4   | 10,1  | 13,8  | 17,8  | 18,6  | 18,8  | 16,4  | 13,5  | 7,5   | 5,5   | 11,8    |
| Température maximale moyenne (°C) | 10    | 11    | 14    | 15    | 19    | 22    | 25    | 25    | 23    | 19    | 14    | 11    | 17,3    |
| Ensoleillement (h)                | 108,8 | 118,8 | 155,6 | 157,2 | 181,3 | 191,5 | 215,5 | 196,4 | 194,5 | 164,4 | 124,4 | 104,4 | 1 912,8 |
| Précipitations (mm)               | 98,6  | 63,3  | 99    | 108,2 | 137   | 87,1  | 72,6  | 70,5  | 69,5  | 81,9  | 101,4 | 97,4  | 1 086   |

### Milieux naturels et biodiversité

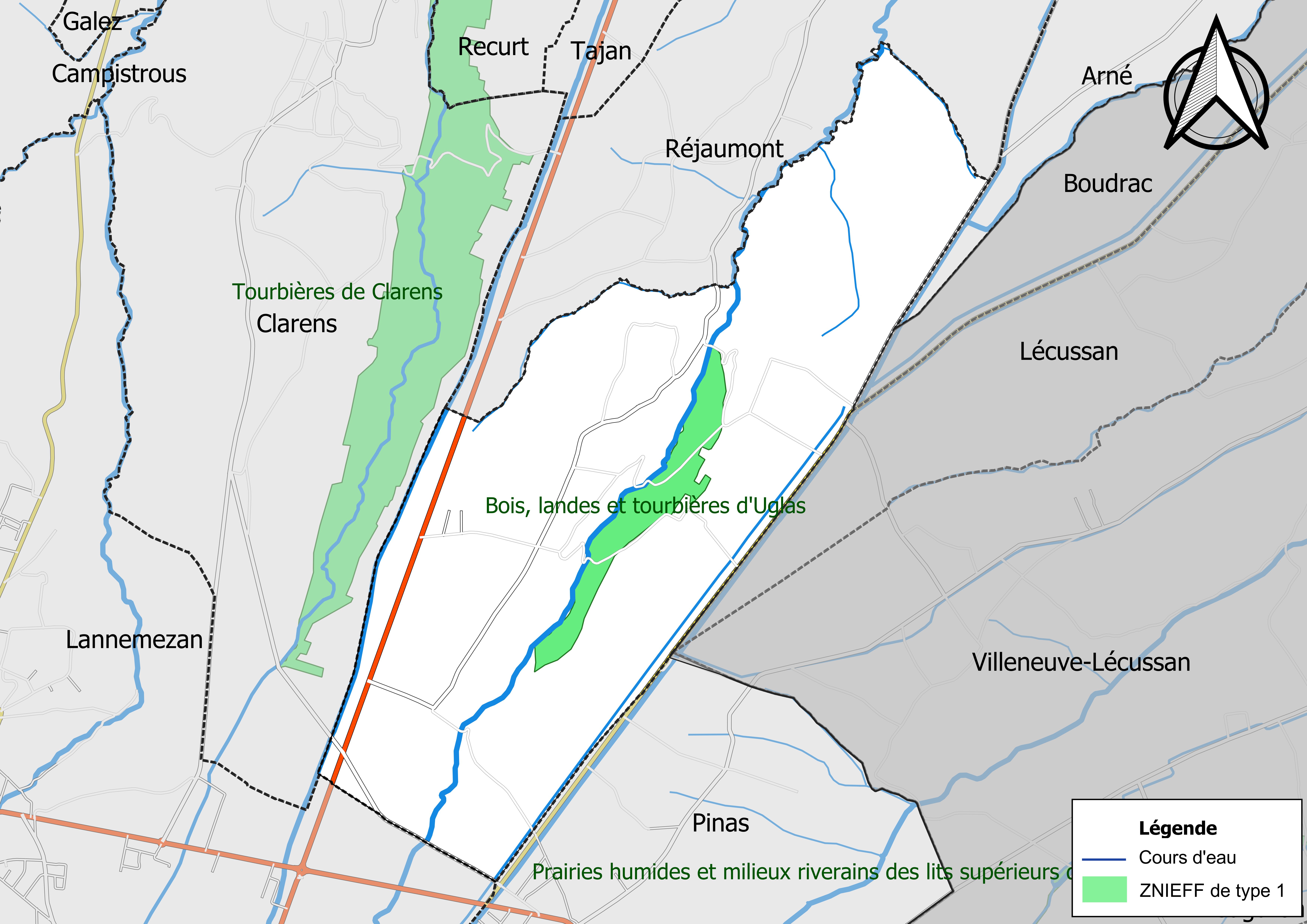
Carte de la ZNIEFF de type 1 localisée sur la commune.

L’inventaire des zones naturelles d'intérêt écologique, faunistique et floristique (ZNIEFF) a pour objectif de réaliser une couverture des zones les plus intéressantes sur le plan écologique, essentiellement dans la perspective d’améliorer la connaissance du patrimoine naturel national et de fournir aux différents décideurs un outil d’aide à la prise en compte de l’environnement dans l’aménagement du territoire.
Une ZNIEFF de type 1 est recensée sur la commune :
les « bois, landes et tourbières d'Uglas » (43 ha).

## Urbanisme

### Typologie
Au 1er janvier 2024, Uglas est catégorisée commune rurale à habitat très dispersé, selon la nouvelle grille communale de densité à sept niveaux définie par l'Insee en 2022.
Elle est située hors unité urbaine. Par ailleurs la commune fait partie de l'aire d'attraction de Lannemezan, dont elle est une commune de la couronne,. Cette aire, qui regroupe 65 communes, est catégorisée dans les aires de moins de 50 000 habitants,.

### Occupation des sols
L'occupation des sols de la commune, telle qu'elle ressort de la base de données européenne d’occupation biophysique des sols Corine Land Cover (CLC), est marquée par l'importance des territoires agricoles (74,7 % en 2018), une proportion sensiblement équivalente à celle de 1990 (74,5 %). La répartition détaillée en 2018 est la suivante : 
zones agricoles hétérogènes (58,7 %), forêts (25,3 %), terres arables (16 %).
L'IGN met par ailleurs à disposition un outil en ligne permettant de comparer l’évolution dans le temps de l’occupation des sols de la commune (ou de territoires à des échelles différentes). Plusieurs époques sont accessibles sous forme de cartes ou photos aériennes : la carte de Cassini (XVIIIe siècle), la carte d'état-major (1820-1866) et la période actuelle (1950 à aujourd'hui).

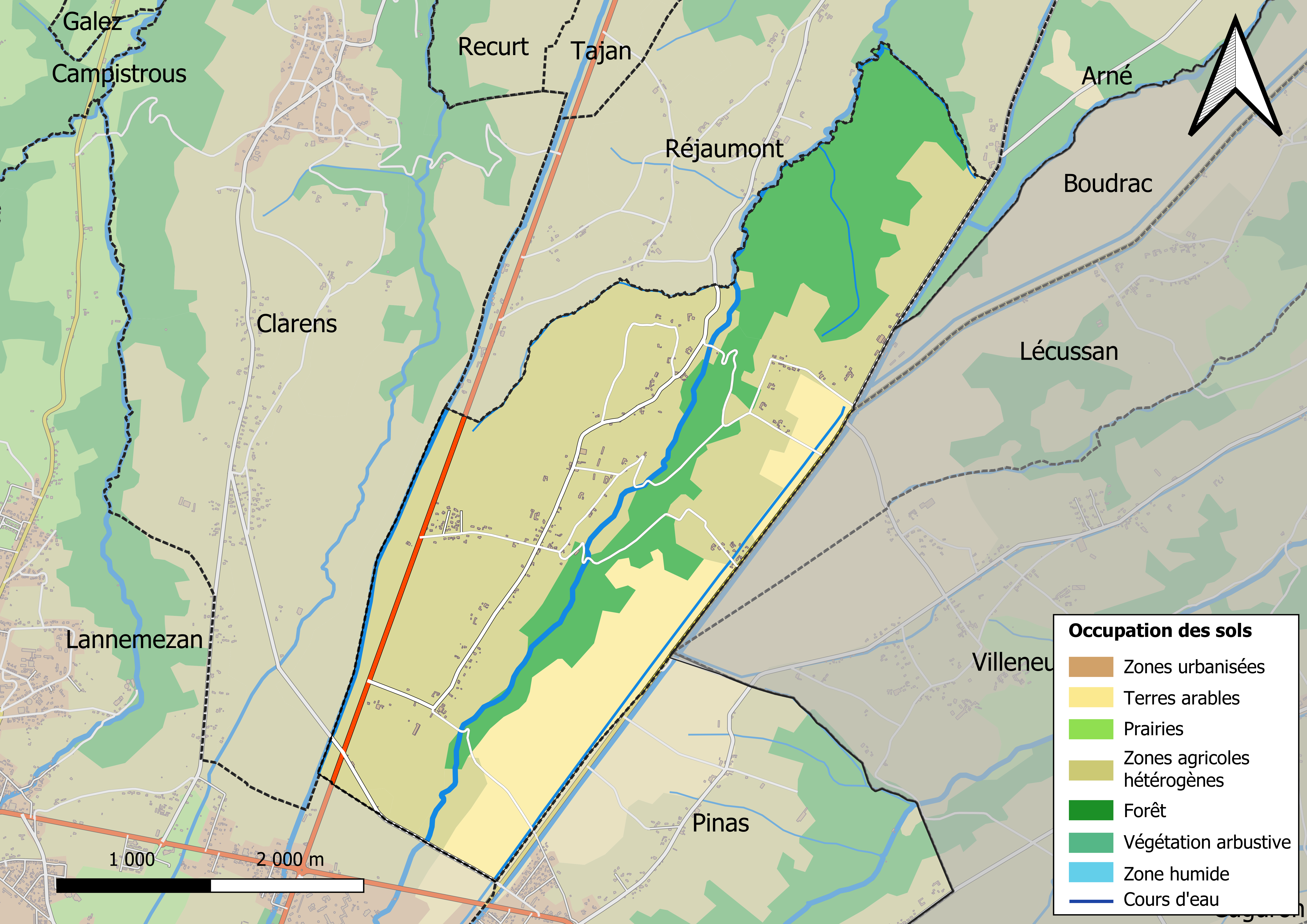
Carte des infrastructures et de l'occupation des sols en 2018 (CLC) de la commune.
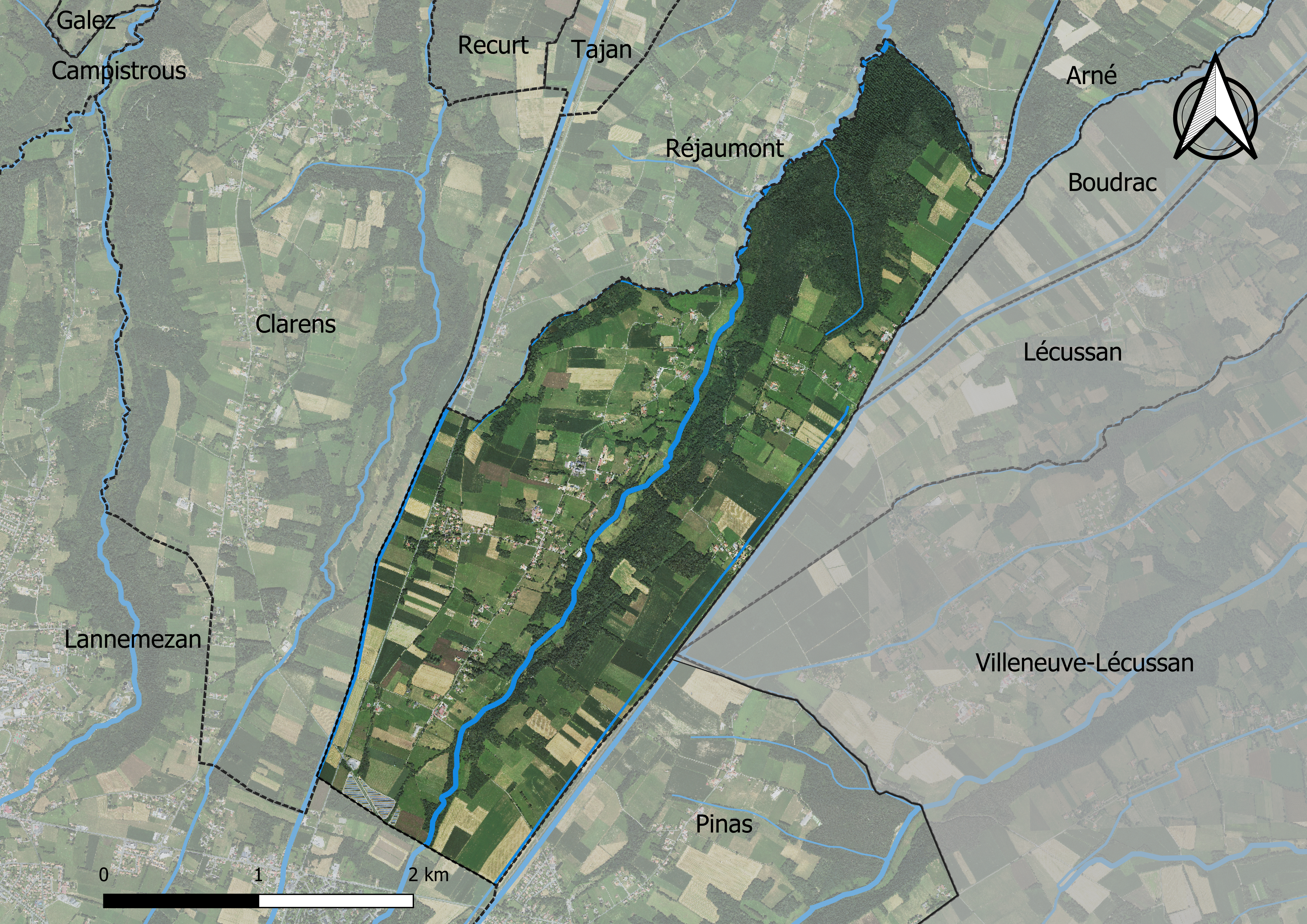
Carte orthophotogrammétrique de la commune.

### Logement
En 2012, le nombre total de logements dans la commune est de 134.

Parmi ces logements, 96,2 % sont des résidences principales, 2,3 % des résidences secondaires et 1,5 % des logements vacants.

### Voies de communication et transports
Cette commune est desservie par la route départementale D 929.

### Risques majeurs
Le territoire de la commune d'Uglas est vulnérable à différents aléas naturels : météorologiques (tempête, orage, neige, grand froid, canicule ou sécheresse), inondations, mouvements de terrains et séisme (sismicité modérée). Un site publié par le BRGM permet d'évaluer simplement et rapidement les risques d'un bien localisé soit par son adresse soit par le numéro de sa parcelle.
Certaines parties du territoire communal sont susceptibles d’être affectées par le risque d’inondation par débordement de cours d'eau, notamment le Gers. La cartographie des zones inondables en ex-Midi-Pyrénées réalisée dans le cadre du XIe Contrat de plan État-région, visant à informer les citoyens et les décideurs sur le risque d’inondation, est accessible sur le site de la DREAL Occitanie. La commune a été reconnue en état de catastrophe naturelle au titre des dommages causés par les inondations et coulées de boue survenues en 1982, 1988, 1999 et 2009,.
Uglas est exposée au risque de feu de forêt. Un plan départemental de protection des forêts contre les incendies a été approuvé par arrêté préfectoral le 21 avril 2020 pour la période 2020-2029. Le précédent couvrait la période 2007-2017. L’emploi du feu est régi par deux types de réglementations. D’abord le code forestier et l’arrêté préfectoral du 27 octobre 2014, qui réglementent l’emploi du feu à moins de 200 m des espaces naturels combustibles sur l’ensemble du département. Ensuite celle établie dans le cadre de la lutte contre la pollution de l’air, qui interdit le brûlage des déchets verts des particuliers. L’écobuage est quant à lui réglementé dans le cadre de commissions locales d’écobuage (CLE)

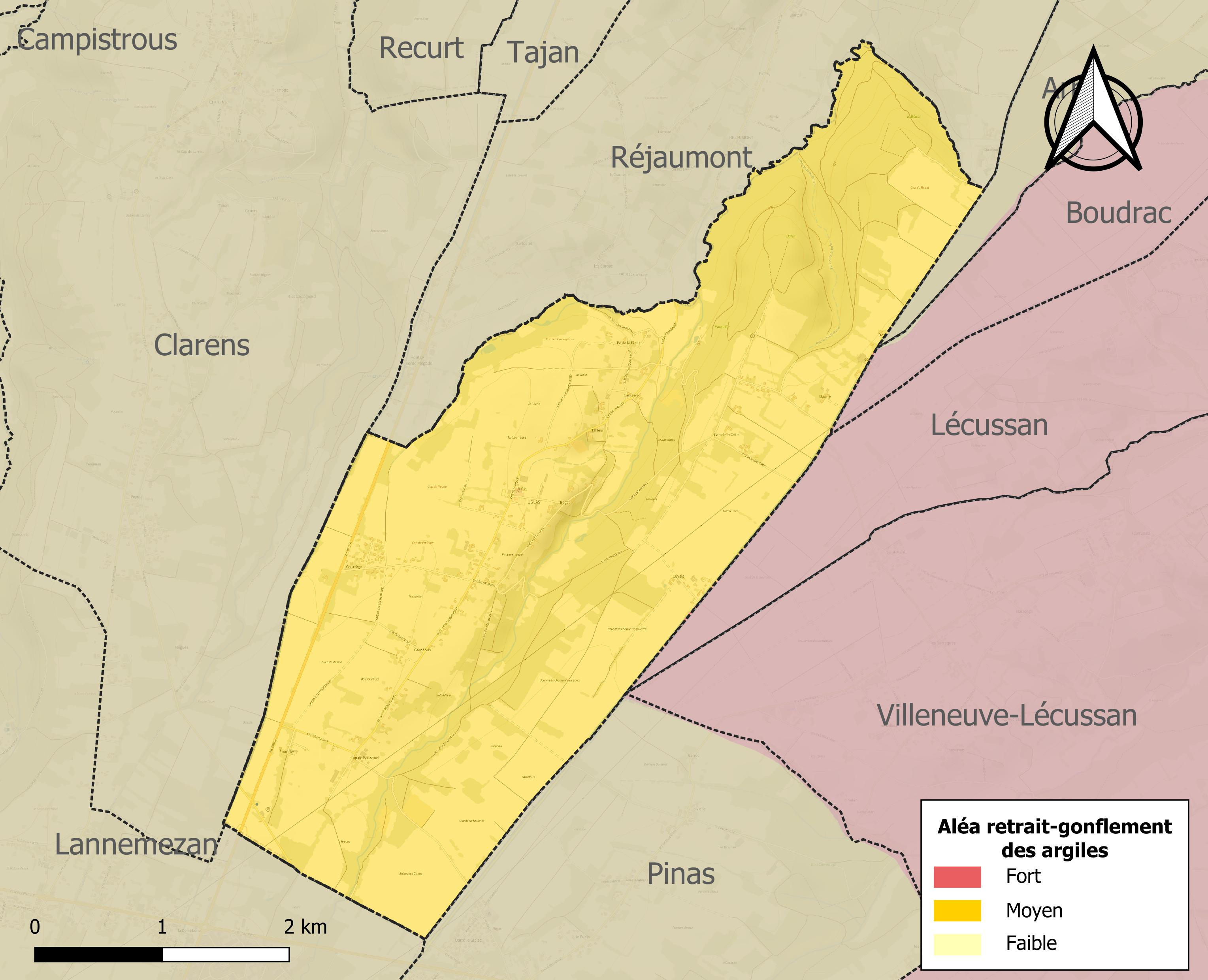
Carte des zones d'aléa retrait-gonflement des sols argileux d'Uglas.

Les mouvements de terrains susceptibles de se produire sur la commune sont des tassements différentiels.
Le retrait-gonflement des sols argileux est susceptible d'engendrer des dommages importants aux bâtiments en cas d’alternance de périodes de sécheresse et de pluie. La totalité de la commune est en aléa moyen ou fort (44,5 % au niveau départemental et 48,5 % au niveau national). Sur les 141 bâtiments dénombrés sur la commune en 2019, 141 sont en aléa moyen ou fort, soit 100 %, à comparer aux 75 % au niveau départemental et 54 % au niveau national. Une cartographie de l'exposition du territoire national au retrait gonflement des sols argileux est disponible sur le site du BRGM,.
Par ailleurs, afin de mieux appréhender le risque d’affaissement de terrain, l'inventaire national des cavités souterraines permet de localiser celles situées sur la commune.
Concernant les mouvements de terrains, la commune a été reconnue en état de catastrophe naturelle au titre des dommages causés par la sécheresse en 1989 et 2003 et par des mouvements de terrain en 1999.

## Toponymie

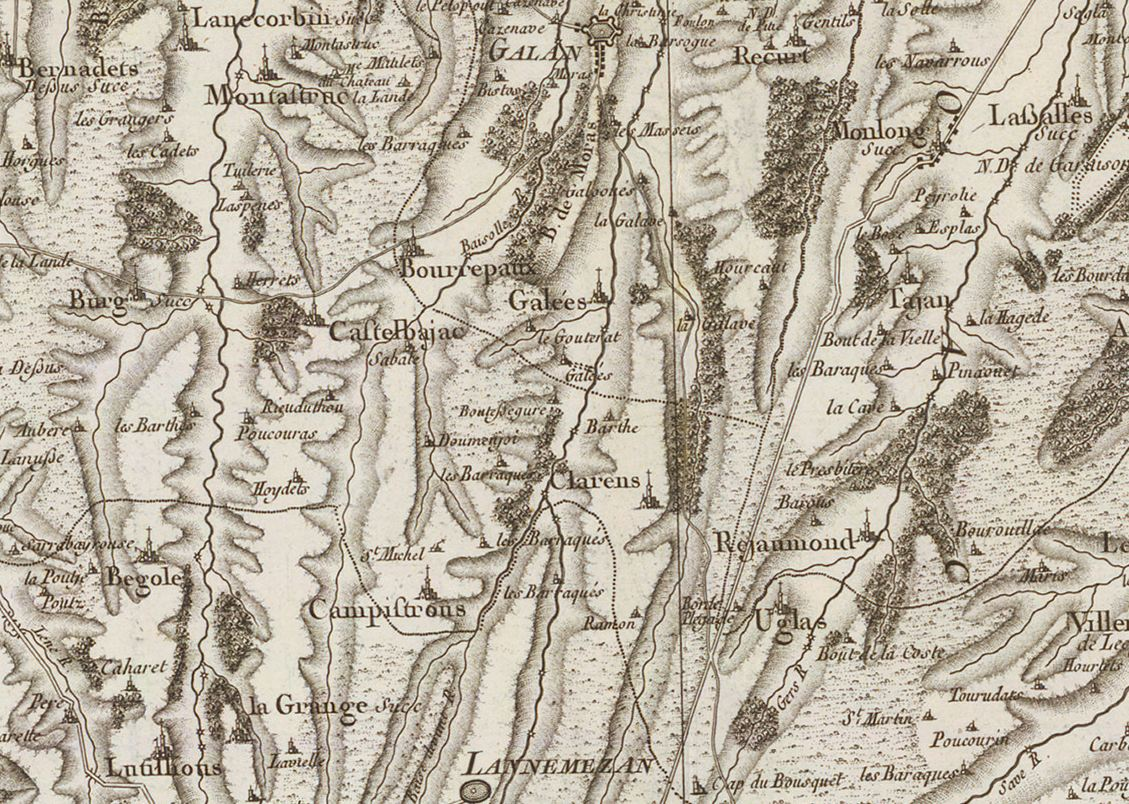
Extrait de la carte de Cassini (entre 1756 et 1789) situant Uglas à l'est de Lannemezan.

On trouvera les principales informations dans le Dictionnaire toponymique des communes des Hautes-Pyrénées de Michel Grosclaude et Jean-François Le Nail qui rapporte les dénominations historiques du village :
Dénominations historiques :
- de Ullanis, latin (1405, décime d'Auch ; XVe siècle, taxes Auch) ;
- Uglas, fin XVIIIe siècle, carte de Cassini.

Étymologie : probablement nom de personnage (latin ?) Ullius et suffixe anos (domaines d'Ullius).
Nom occitan : Uglans.

## Histoire

### Cadastre napoléonien d'Uglas
Le plan cadastral napoléonien d'Uglas est consultable sur le site des archives départementales des Hautes-Pyrénées.

## Politique et administration

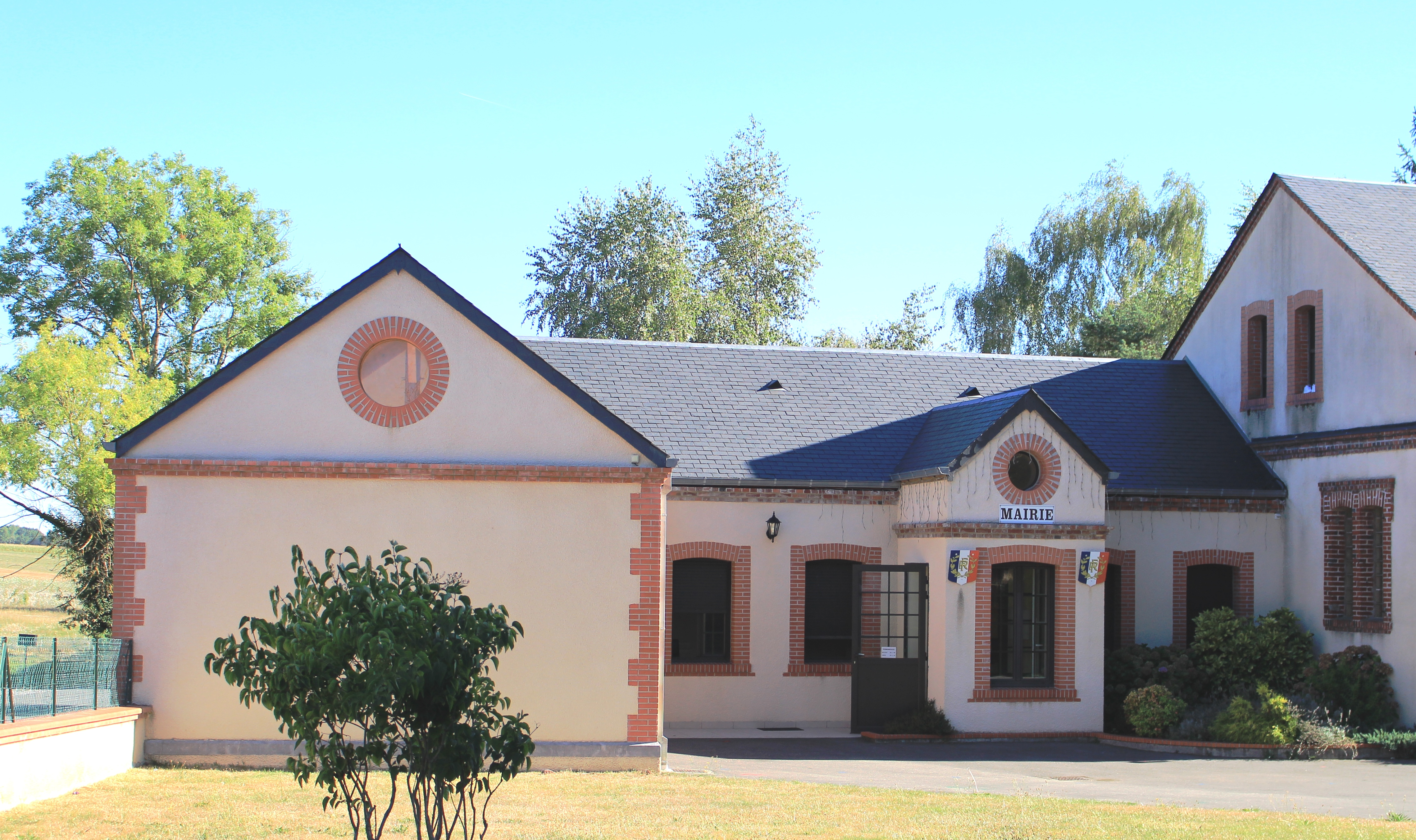
La mairie en 2020.

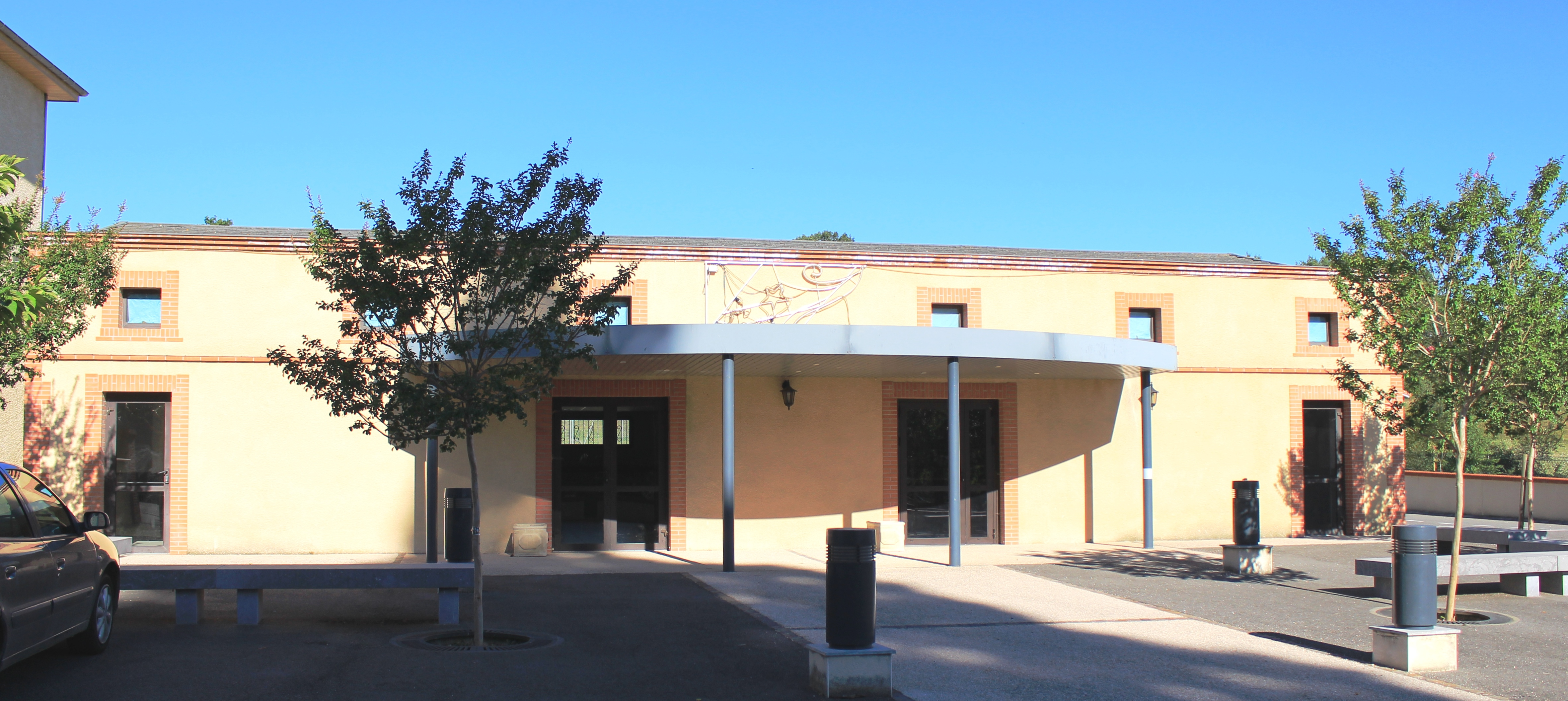
Le foyer rural en 2020.

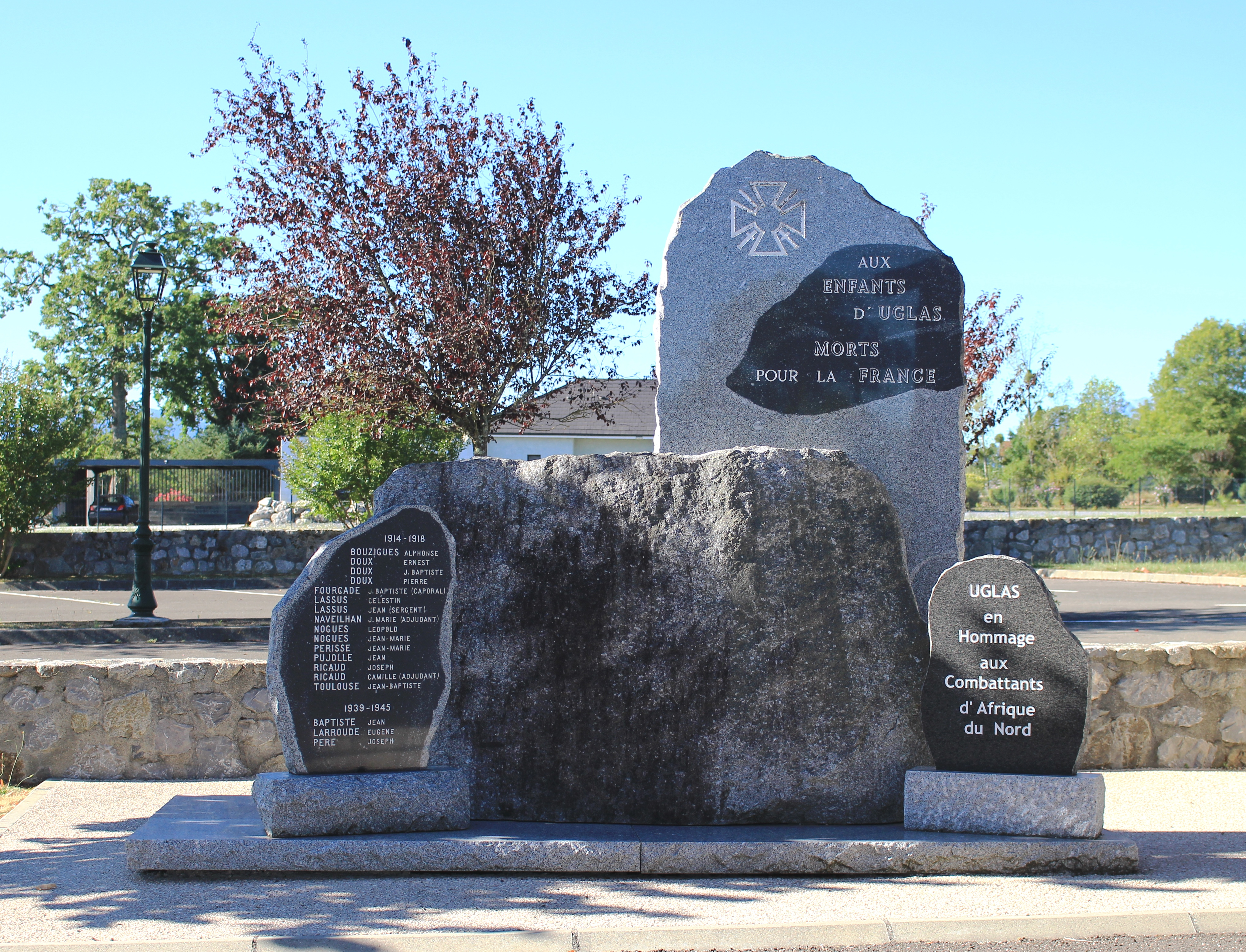
Le monument aux morts municipal.

### Liste des maires
| Période                                  | Période   | Identité        | Étiquette | Qualité |
| ---------------------------------------- | --------- | --------------- | --------- | ------- |
| Les données manquantes sont à compléter. |           |                 |           |         |
|                                          |           |                 |           |         |
| 1945                                     | 1965      | Jean Marie Ozon |           |         |
| mars 1995                                | mars 2001 | Gilbert Doux    |           |         |
| mars 2001                                | mars 2014 | Michel Tujague  |           |         |
| mars 2014                                | En cours  | Didier Favaro   |           |         |

### Rattachements administratifs et électoraux

#### Historique administratif
Sénéchaussée de Toulouse, élection de Rivière-Verdun, canton de La Barthe-de-Neste, de Nestier (1790), de Lannemezan (1801-2014).

#### Intercommunalité
Uglas appartient à la communauté de communes du Plateau de Lannemezan Neste-Baronnies-Baïses créée en janvier 2017 et qui réunit 57 communes.
La commune est également membre du SIVOM de Saint-Gaudens Montréjeau Aspet Magnoac.

## Population et société

### Démographie

#### Évolution démographique

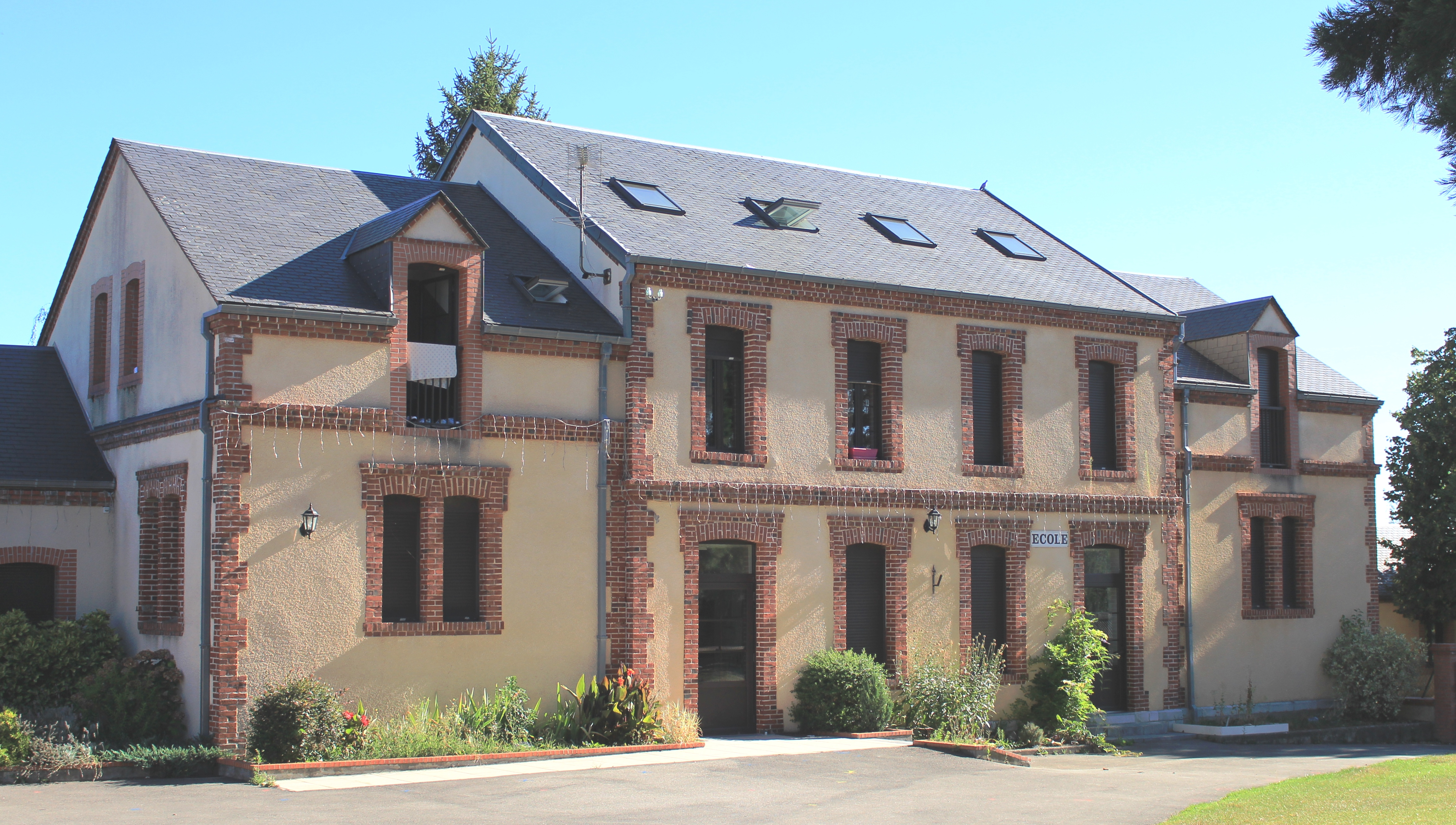
L’école primaire en 2020.

| 1793 | 1800 | 1806 | 1821 | 1831 | 1836 | 1841 | 1846 | 1851 |
| ---- | ---- | ---- | ---- | ---- | ---- | ---- | ---- | ---- |
| 278  | 342  | 312  | 370  | 376  | 400  | 377  | 391  | 405  |

| 1856 | 1861 | 1866 | 1872 | 1876 | 1881 | 1886 | 1891 | 1896 |
| ---- | ---- | ---- | ---- | ---- | ---- | ---- | ---- | ---- |
| 371  | 317  | 357  | 360  | 350  | 351  | 319  | 314  | 309  |

| 1901 | 1906 | 1911 | 1921 | 1926 | 1931 | 1936 | 1946 | 1954 |
| ---- | ---- | ---- | ---- | ---- | ---- | ---- | ---- | ---- |
| 301  | 275  | 290  | 262  | 247  | 220  | 224  | 223  | 209  |

| 1962 | 1968 | 1975 | 1982 | 1990 | 1999 | 2006 | 2011 | 2016 |
| ---- | ---- | ---- | ---- | ---- | ---- | ---- | ---- | ---- |
| 212  | 200  | 192  | 199  | 242  | 242  | 271  | 290  | 287  |

| 2021 | 2022 | - | - | - | - | - | - | - |
| ---- | ---- | - | - | - | - | - | - | - |
| 279  | 274  | - | - | - | - | - | - | - |

### Enseignement
La commune dépend de l'académie de Toulouse. Elle dispose d’une école en 2016.
- École primaire.

## Économie

### Revenus
En 2018, la commune compte 132 ménages fiscaux, regroupant 302 personnes. La médiane du revenu disponible par unité de consommation est de 22 820 € (20 420 € dans le département).

### Emploi
|                | 2008  | 2013  | 2018  |
| -------------- | ----- | ----- | ----- |
| Commune        | 3,4 % | 5,9 % | 8,7 % |
| Département    | 7,7 % | 9,4 % | 9,8 % |
| France entière | 8,3 % | 10 %  | 10 %  |

En 2018, la population âgée de 15 à 64 ans s'élève à 171 personnes, parmi lesquelles on compte 71,1 % d'actifs (62,4 % ayant un emploi et 8,7 % de chômeurs) et 28,9 % d'inactifs,. Depuis 2008, le taux de chômage communal (au sens du recensement) des 15-64 ans est inférieur à celui de la France et du département.
La commune fait partie de la couronne de l'aire d'attraction de Lannemezan, du fait qu'au moins 15 % des actifs travaillent dans le pôle,. Elle compte 20 emplois en 2018, contre 18 en 2013 et 17 en 2008. Le nombre d'actifs ayant un emploi résidant dans la commune est de 109, soit un indicateur de concentration d'emploi de 18,2 % et un taux d'activité parmi les 15 ans ou plus de 50,8 %.
Sur ces 109 actifs de 15 ans ou plus ayant un emploi, 13 travaillent dans la commune, soit 12 % des habitants. Pour se rendre au travail, 92,7 % des habitants utilisent un véhicule personnel ou de fonction à quatre roues, 1,8 % s'y rendent en deux-roues, à vélo ou à pied et 5,5 % n'ont pas besoin de transport (travail au domicile).

## Culture locale et patrimoine

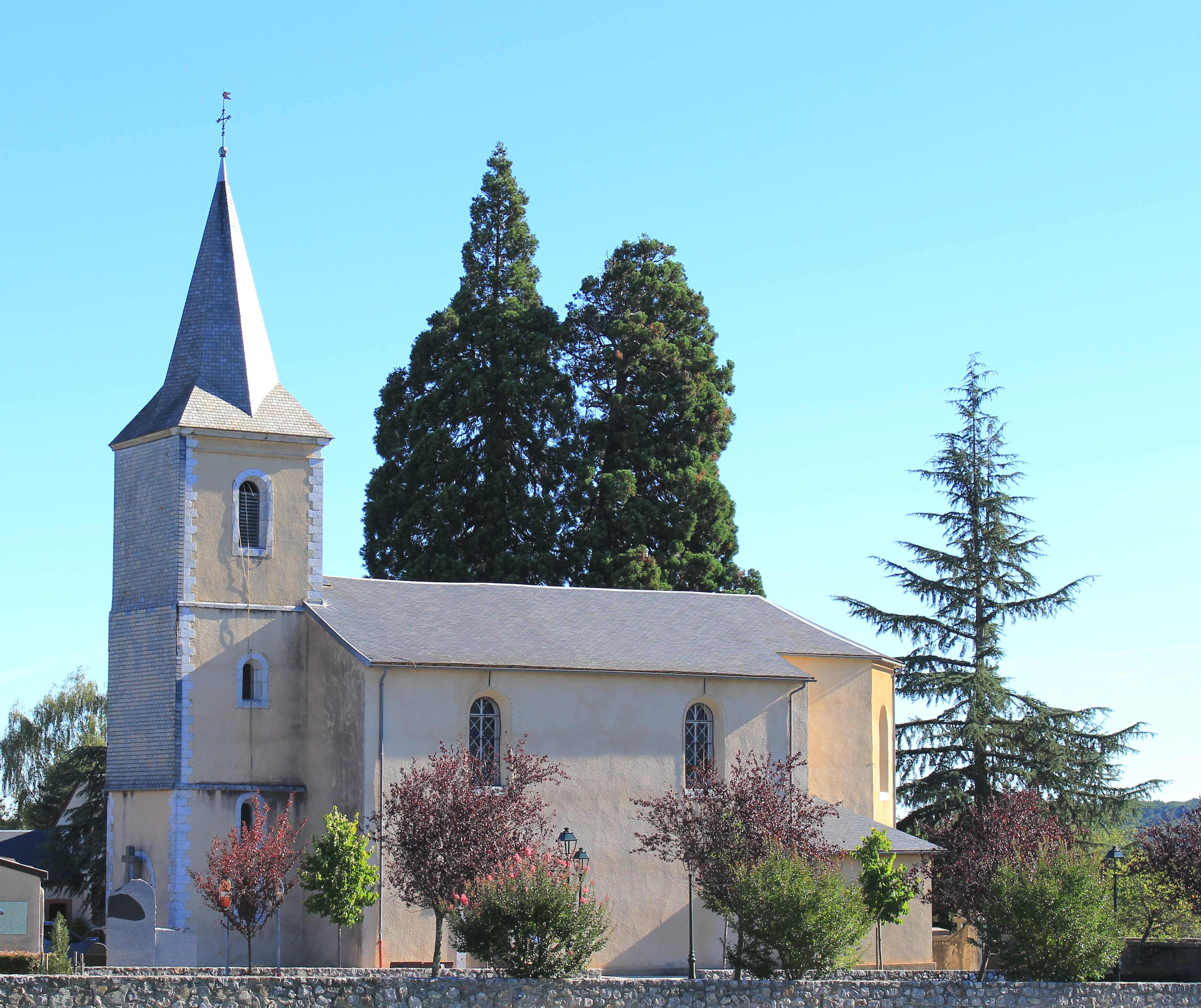
L'église Saint-Barthélemy en 2020.

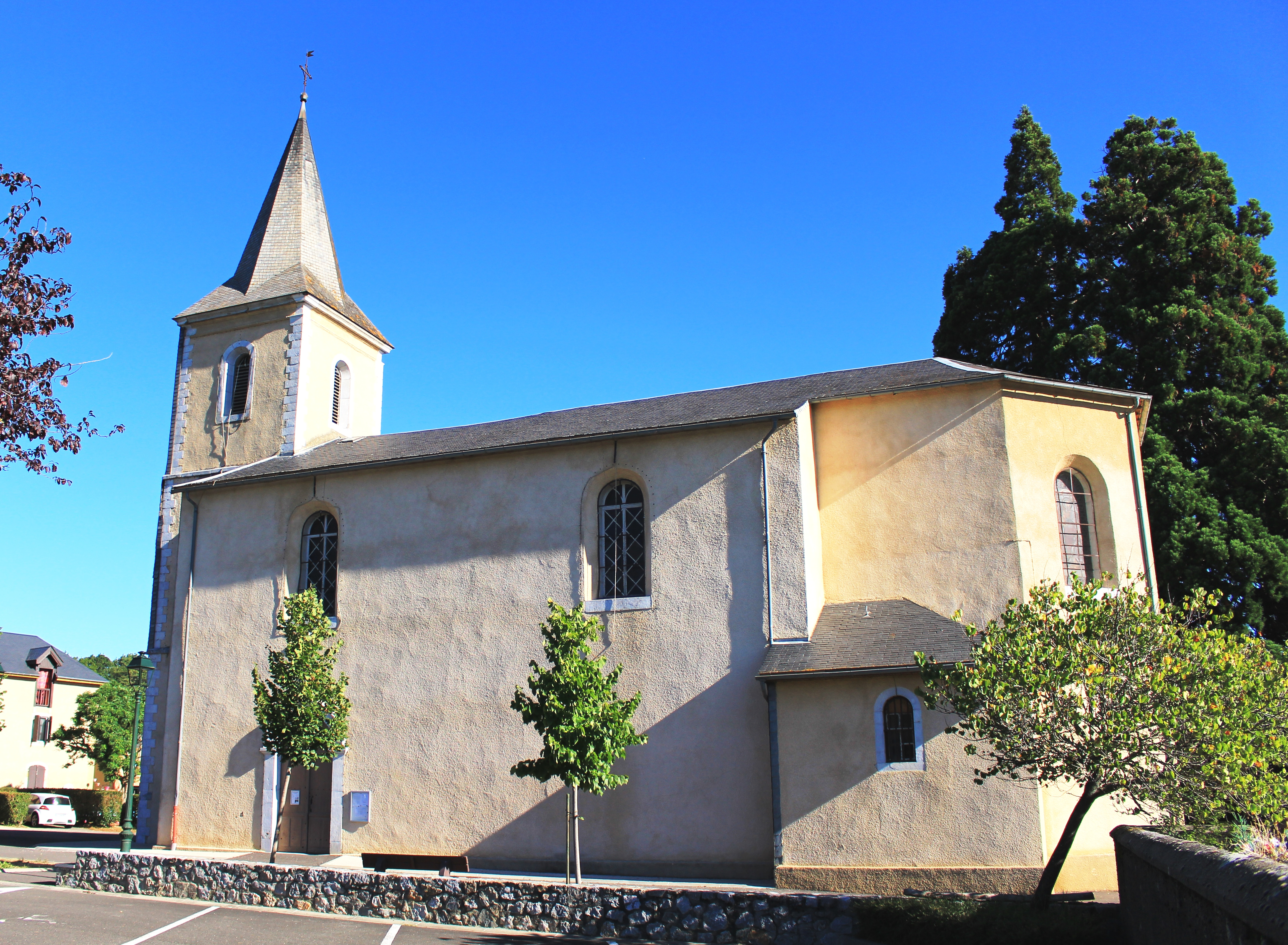
L'église.

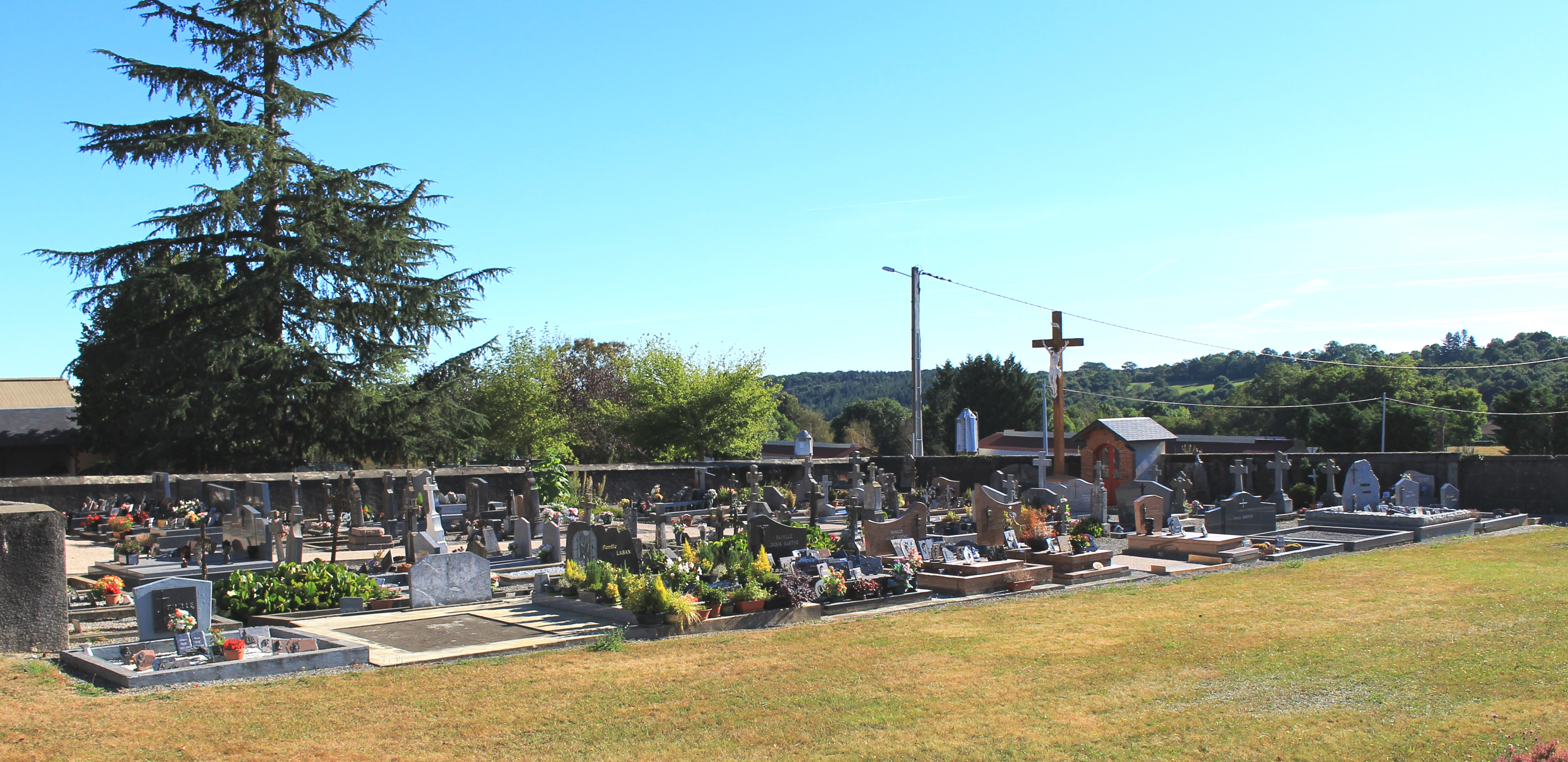
Le cimetière.

### Lieux et monuments
- Église Saint Barthélemy d'Uglas.

### Héraldique
| Blason | Blasonnement : D'argent au mont de sinople sommé d'une tour crénelée de cinq pièces de gueules, maçonnée et ouverte de sable, au chef de gueules chargé de trois cloches d'argent. Commentaires : Ce blason est officiel (vérifié auprès de la mairie). |